# 北门外站
北门外站是青岛地铁6号线的地铁车站，位于中华人民共和国山东省青岛市黄岛区胶州湾东路与云坛路交叉口西侧，于2024年4月26日开通。

## 车站结构
北门外站位于胶州湾东路与云坛路交叉口西侧，沿胶州湾东路设置，呈东西走向，为地下两层岛式站台车站，车站长218米，车站地下一层为站厅层，地下二层为站台层，站台设置全高站台门。
| 地面              | 出入口 | B、C、D出入口                                                                                           |
| 地下一层          | 站厅   | 客服中心、自动售票机、验票机                                                                            |
| 地下二层          | 站台   | \| \| \| 6号线往灵山湾（西门外） \| \| 島式 · 開左邊车门 \| \| \| \| \| \| 6号线往横云山路（王家港） \| |
|                   |        | 6号线往灵山湾（西门外）                                                                                 |
| 島式 · 開左邊车门 |        | |
|                   |        | 6号线往横云山路（王家港）                                                                               |

## 出入口
北门外站目前开放3个出入口，各出口及周围设施如下所示：
| 编号                | 指示                       | 建议前往的目的地           | 图片 |
| ------------------- | -------------------------- | -------------------------- | ---- |
| B · 出口 · （设有） | 胶州湾东路(北)             | 青岛西海岸新区阅武路小学   |      |
| C · 出口            | 胶州湾东路(南)，云坛路(西) | 青岛西海岸新区灵山卫小学   |      |
| D · 出口            | 胶州湾东路(南)             | 青岛西海岸新区黄海职业学院 |      |
| 图例： 设有         |                            |                            |      |

## 接驳交通

### 公交车
- 北门外：黄岛202路，黄岛203路，黄岛21路，黄岛309路，黄岛310路，黄岛33路，黄岛67路，黄岛823路

## 车站历史
本站工程名为朝阳路站，正式站名为北门外站，以车站所处的北门外村命名。
- 2022年12月31日，车站主体结构拼装完成[2]。
- 2023年12月5日，车站土建施工完工[4]。
- 2024年4月26日，车站随6号线一期通车开通[1]。